# Евдокиевка (Воронежская область)
Евдокиевка — село в Кантемировском районе Воронежской области России. Входит в состав Митрофановского сельского поселения. Расположено в 3 км от Митрофановки.

## География
Улицы
- ул. Молодёжная,
- ул. Центральная,
- ул. Южная.

## История
Основано в 1750-х годах. Первопоселенцем был Василий Кривуля. По его имени долгое время хутор назывался Криулиным. 
В 1780 году здесь был уже 41 двор крепостных крестьян, принадлежавший полковнику С. И. Тевяшову. Позднее хутор перешел во владения к помещикам Чертковым. С середины прошлого столетия хутор стал называться Евдокиевкой, по имени одного из членов семьи Чертковых. 
На 1995 год в селе – 209 дворов и 553 жителя, имеется сельский клуб, начальная школа и магазин. 
На 2010 год в селе - 478 человек.

## Население
| 1859 | 2010 |
| ---- | ---- |
| 567  | ↘478 |